# Озлем Беджерек
Озлем Беджерек (22 квітня 2002, Ушак) — турецька метальниця диска.

## Спортивна кар'єра
Вже у віці 14 років Беджерек стала чемпіонкою Туреччини серед молоді. Вона є членом легкоатлетичного клубу «Фенербахче».
У 2018 році вона здобула одну бронзову медаль на чемпіонаті Європи з легкої атлетики U18, що відбувся у Дьєрі, Угорщина, та ще одну бронзову медаль на літніх Юнацьких Олімпійських іграх у Буенос-Айресі, Аргентина.
Вона отримала бронзову медаль на Європейському юнацькому літньому олімпійському фестивалі 2019 року в Баку, Азербайджан. На чемпіонаті Європи з легкої атлетики U20 2019 року у Буросі, Швеція, Озлем виграла срібну медаль. Того ж року вона виграла золоту медаль на Балканському чемпіонаті з легкої атлетики 2019 у Правці, Болгарія.
У 2020 році Беджерек завоювала золоту медаль на Балканському чемпіонаті з легкої атлетики 2020 у Клуж-Напоці, Румунія.
На Кубку Європи з метань 2021 у Спліті, Хорватія, Беджерек виграла золоту медаль у віковій категорії до 23 років і покращила свій національний рекорд для вікової категорії U20 з 58,09. м встановленого у 2020 році до 58,80 м на командному чемпіонаті Європи з легкої атлетики 2021 року в Клуж-Напока, Румунія. Завоювала бронзову медаль на чемпіонаті Балкан з легкої атлетики 2021 року в Смедерево, Сербія.
Виграла бронзову медаль на Середземноморських іграх 2022 року в Орані, Алжир і встановила новий національний рекорд для U23 — 61,96. м. На чемпіонаті Європи з легкої атлетики 2022 року в Мюнхені, Німеччина, вона не змогла потрапити до фіналу.
Беджерек завоювала золоту медаль на Іграх ісламської солідарності 2021 року в Коньї, Туреччина, і встановила новий рекорд Ігор — 54,91 м. Вона посіла сьоме місце на літній Всесвітній універсіаді 2021 року в Ченду, Китай.
У 2023 році Озлем Беджерек стала золотою медалісткою чемпіонату Балкан з легкої атлетики в Кралєво, Сербія. На чемпіонаті Європи з легкої атлетики серед молоді до 23 років в Еспоо, Фінляндія, вона отримала срібну медаль.
Наступного року Беджерек виграла бронзову медаль на Балканському чемпіонаті в Ізмірі з результатом 57,80 м, поступившись Марії Толь з Хорватії та Олександрі Емільяновій з Республіки Молдова. Незабаром після цього вона не потрапила до фіналу на чемпіонаті Європи в Римі, метнувши диск на 55,73 метра.
Беджерек стала чемпіонкою у категорії U23 на Кубку Європи 2024 року з метань у Лейрії, Португалія.
З 2020 по 2023 рік Беджерек була чемпіонкою Туреччини з метання диска.

## Особисте життя
Озлем Беджерек народилася 22 квітня 2002 року в місті Ушак, Туреччина. Після завершення середньої освіти в середній школі Фатіх, а потім у старшій загальноосвітній школі імені 50-річчя рідного міста, вона вступила до Університету Айдин Аднан Мендерес, щоб здобути освіту за спеціальністю тренера.